# Spirit (album de Leona Lewis)
Pour les articles homonymes, voir Spirit.
Albums de Leona Lewis
Echo
(2009)
Singles
Spirit est le premier album de la chanteuse britannique Leona Lewis, sorti le 9 novembre 2007.
Il est édité par Sony BMG, Syco et J. Les sonorités de cet album sont pop, R&B ou bien encore soul.
Les singles qui en sont tirés sont A Moment Like This, Bleeding Love, Better In Time, Footprints in the Sand, Forgive Me, Run, I Will Be.

## Pistes
| 1.  | Bleeding Love                       | Ryan Tedder, Jesse McCartney                                                            | Ryan Tedder                              | 4:23 |
| 2.  | Whatever It Takes                   | Tony Reyes, Leona Lewis, Alonzo "Novel" Stevenson                                       | Dallas Austin, Novel                     | 3:27 |
| 3.  | Homeless (en)                       | Jörgen Elofsson                                                                         | Steve Mac                                | 3:50 |
| 4.  | Better in Time                      | Jonathan Rotem, Andrea Martin                                                           | J. R. Rotem                              | 3:54 |
| 5.  | Yesterday                           | Sam Watters, Louis Biancaniello, Nina Woodford, Jordan Omley, Michael Mani              | The Jam, The Runaways                    | 3:54 |
| 6.  | Take a Bow                          | Watters, Biancaniello, Wayne Wilkins, Tedder                                            | The Runaways, Wayne Wilkins, Ryan Tedder | 3:54 |
| 7.  | I Will Be                           | Max Martin, Avril Lavigne, Lukasz Gottwald                                              | Dr. Luke                                 | 3:59 |
| 8.  | Angel                               | Mikkel Storleer Eriksen, Tor Erik Hermansen, Espen Lind, Amund Bjørklund, Johntá Austin | StarGate                                 | 4:14 |
| 9.  | Here I Am                           | Walter Afanasieff, Brett James, Lewis                                                   | Walter Afanasieff                        | 4:52 |
| 10. | I'm You                             | Shaffer Smith, Eric Hudson                                                              | Eric Hudson                              | 3:48 |
| 11. | The Best You Never Had              | Billy Steinberg, Josh Alexander                                                         | Billy Steinberg, Josh Alexander          | 3:43 |
| 12. | The First Time Ever I Saw Your Face | Ewan MacColl                                                                            | Wayne Wilkins, The Runaways              | 4:26 |
| 13. | Footprints in the Sand              | Richard Page, Per Magnusson, David Kreuger, Simon Cowell                                | Steve Mac                                | 4:09 |

| 14. | A Moment Like This | Elofsson, John Reid | Steve Mac | 4:17 |

| 14. | A Moment Like This | Elofsson, John Reid                | Steve Mac                   | 4:17 |
| 15. | Forgiveness        | Lewis, Salaam Remi, Kara DioGuardi | Salaam Remi, Kara DioGuardi | 4:19 |
| 16. | You Bring Me Down  | Lewis, Remi, Taj Jackson           | Salaam Remi, Taj Jackson    | 3:54 |

| 1.  | Bleeding Love                       | Tedder, McCartney                              | Ryan Tedder                              | 4:22 |
| 2.  | Better In Time                      | Rotem, A. Martin                               | J. R. Rotem                              | 3:54 |
| 3.  | I Will Be                           | M. Martin, Lavigne, Gottwald                   | Dr. Luke                                 | 3:58 |
| 4.  | I'm You                             | Smith, Hudson                                  | Eric Hudson                              | 3:47 |
| 5.  | Forgive Me                          | Aliuane Thiam, Claude Kelly, Giorgio Tuinfort  | Akon                                     | 3:39 |
| 6.  | Misses Glass                        | Theron Thomas, Terry Thomas II                 | MaddScientist                            | 3:40 |
| 7.  | Angel                               | Eriksen, Hermansen, Lind, Bjørklund, J. Austin | StarGate                                 | 4:14 |
| 8.  | The First Time Ever I Saw Your Face | MacColl                                        | Wayne Wilkins, The Runaways              | 4:25 |
| 9.  | Yesterday                           | Watters, Biancaniello, Woodford, Omley, Mani   | The Jam, The Runaways                    | 3:53 |
| 10. | Whatever It Takes                   | Reyes, Lewis, Stevenson                        | Dallas Austin, Novel                     | 3:27 |
| 11. | Take a Bow                          | Watters, Biancaniello, Wilkins, Tedder         | The Runaways, Wayne Wilkins, Ryan Tedder | 3:53 |
| 12. | Footprints in the Sand              | Page, Magnusson, Kreuger, Cowell               | Steve Mac                                | 4:07 |
| 13. | Here I Am                           | Afanasieff, James, Lewis                       | Walter Afanasieff                        | 4:50 |

| 14. | The Best You Never Had      | Steinberg, Alexander            | Billy Steinberg, Josh Alexander | 3:42 |
| 15. | You Bring Me Down           | Lewis, Salaam Remi, Taj Jackson | Salaam Remi, Taj Jackson        | 3:54 |
| 16. | Bleeding Love (music video) |                                 |                                 | 4:38 |

### Édition Deluxe
| 1.  | Bleeding Love                       | Tedder, McCartney                                                                           | Ryan Tedder                              | 4:22 |
| 2.  | Whatever It Takes                   | Reyes, Lewis, Stevenson                                                                     | Dallas Austin, Novel                     | 3:27 |
| 3.  | Homeless (2008 Version)             | Elofsson                                                                                    | Steve Mac                                | 3:50 |
| 4.  | Better in Time (single mix)         | Rotem, A. Martin                                                                            | J. R. Rotem                              | 3:52 |
| 5.  | Yesterday                           | Watters, Biancaniello, Woodford, Omley, Mani                                                | The Jam, The Runaways                    | 3:53 |
| 6.  | Take a Bow                          | Watters, Biancaniello, Wilkins, Tedder                                                      | The Runaways, Wayne Wilkins, Ryan Tedder | 3:54 |
| 7.  | I Will Be                           | M. Martin, Lavigne, Gottwald                                                                | Dr. Luke                                 | 3:58 |
| 8.  | Angel                               | Eriksen, Hermansen, Lind, Bjørklund, J. Austin                                              | StarGate                                 | 4:14 |
| 9.  | Here I Am                           | Afanasieff, James, Lewis                                                                    | Walter Afanasieff                        | 4:50 |
| 10. | I'm You                             | Smith, Hudson                                                                               | Eric Hudson                              | 3:48 |
| 11. | The Best You Never Had              | Steinberg, Alexander                                                                        | Billy Steinberg, Josh Alexander          | 3:42 |
| 12. | The First Time Ever I Saw Your Face | MacColl                                                                                     | Wayne Wilkins, The Runaways              | 4:26 |
| 13. | Footprints in the Sand (single mix) | Page, Magnusson, Kreuger, Cowell                                                            | Steve Mac                                | 3:56 |
| 14. | A Moment Like This                  | Elofsson, Reid                                                                              | Steve Mac                                | 4:17 |
| 15. | Forgive Me                          | Aliuane Thiam, Claude Kelly, Giorgio Tuinfort                                               | Akon                                     | 3:39 |
| 16. | Misses Glass                        | Theron Thomas, Terry Thomas II                                                              | MaddScientist                            | 3:40 |
| 17. | Run                                 | Gary Lightbody, Jonathan Quinn, Mark McClelland, Nathan Connolly, Iain Archer, Jacknife Lee | Steve Robson                             | 5:12 |

| 18. | Forgiveness       | Salaam Remi, Kara DioGuardi | 4:17 |
| 19. | You Bring Me Down | Salaam Remi, Taj Jackson    | 3:54 |

| 1. | Bleeding Love (International edition) | Melina Matsoukas | 4:23 |
| 2. | Bleeding Love (US edition)            | Jessy Terrero    | 4:38 |
| 3. | Better in Time                        | Sophie Muller    | 3:58 |
| 4. | Footprints in the Sand                | Sophie Muller    | 3:59 |
| 5. | Forgive Me                            | Wayne Isham      | 3:28 |
| 6. | A Moment Like This                    | JT               | 4:17 |

| 1.  | Bleeding Love                                  | Tedder, McCartney                                   | Ryan Tedder                              | 4:22 |
| 2.  | Better in Time (single mix)                    | Rotem, A. Martin                                    | J. R. Rotem                              | 3:52 |
| 3.  | I Will Be                                      | M. Martin, Lavigne, Gottwald                        | Dr. Luke                                 | 3:58 |
| 4.  | I'm You                                        | Smith, Hudson                                       | Eric Hudson                              | 3:47 |
| 5.  | Forgive Me                                     | Thiam, Kelly, Tuinfort                              | Akon                                     | 3:40 |
| 6.  | Misses Glass                                   | Thomas, Terry Thomas II                             | MaddScientist                            | 3.40 |
| 7.  | Angel                                          | Eriksen, Hermansen, Lind, Bjørklund, J. Austin      | StarGate                                 | 4:13 |
| 8.  | The First Time Ever I Saw Your Face            | MacColl                                             | Wayne Wilkins, The Runaways              | 4:25 |
| 9.  | Yesterday                                      | Watters, Biancaniello, Woodford, Omley, Mani        | The Jam, The Runaways                    | 3:52 |
| 10. | Whatever It Takes                              | Reyes, Lewis, Stevenson                             | Dallas Austin, Novel                     | 3:27 |
| 11. | Take a Bow                                     | Watters, Biancaniello, Wilkins, Tedder              | The Runaways, Wayne Wilkins, Ryan Tedder | 3:54 |
| 12. | Footprints in the Sand (single mix)            | Page, Magnusson, Kreuger, Cowell                    | Steve Mac                                | 3:56 |
| 13. | Here I Am                                      | Afanasieff, James, Lewis                            | Walter Afanasieff                        | 4:50 |
| 14. | Myself (featuring Novel)                       | Stevenson, Justin E. Boykin, Graham N. Marsh        |                                          | 3:50 |
| 15. | Run (single mix)                               | Lightbody, Quinn, McClelland, Connolly, Archer, Lee | Steve Robson                             | 4:37 |
| 16. | Forgiveness                                    | Lewis, Remi, DioGuardi                              | Salaam Remi, Kara DioGuardi              | 4:20 |
| 17. | Bleeding Love (Jason Nevins rockin' radio mix) | Tedder, McCartney                                   | Ryan Tedder                              | 3:41 |

| 1. | Bleeding Love (édition US) | Jessy Terrero    | 4:38 |
| 2. | Bleeding Love (UK edition) | Melina Matsoukas | 4:22 |
| 3. | Better in Time             | Sophie Muller    | 3:57 |
| 4. | Footprints in the Sand     | Sophie Muller    | 3:52 |
| 5. | Forgive Me (UK edition)    | Wayne Isham      | 3:28 |
| 6. | Run                        | Jake Nava        | 4:50 |
| 7. | I Will Be                  | Sophie Muller    | 4:26 |

## Charts
| Pays      | Meilleure position | Certification | Nombre d'exemplaires vendus |
| --------- | ------------------ | ------------- | --------------------------- |
| Australie | 1                  | Platine       | + de 70 000                 |
| Autriche  | 1                  | Or            | 10 000                      |
| Canada    | 1                  | Platine       | 100 000                     |
| Espagne   | 26                 | —             | + de 20 000                 |
| France    | 21                 | Argent        | 55 000                      |